# Lars Søndergaard
Lars Søndergaard (Aalborg, 5 aprile 1969) è un allenatore di calcio ed ex calciatore danese.